# Lijst van meren in New Mexico
Lijst van meren gelegen in de staat New Mexico (Verenigde Staten).

## Meren
Noordwest New Mexico
- Navajo Lake
- Bluewater Lake

Noord New Mexico
- El Vado Lake
- Heron Lake
- Abiquiu Dam

Centraal New Mexico
- Cochiti Lake

Noordoost New Mexico
- Storrie Lake
- Santa Rosa Lake
- Conchas Lake
- Ute Lake
- Blue Hole

Zuidoost New Mexico
- Sumner Lake
- Bottomless Lake
- Brantley Lake

Zuidwest New Mexico
- Elephant Butte Lake
- Caballo Reservoir